# Cyclothone
Cyclothone è un genere di pesci ossei marini appartenenti alla famiglia Gonostomatidae.

## Distribuzione e habitat
Le specie del genere Cyclothone sono diffuse in tutti i mari e gli oceani del pianeta eccettuati quelli polari. Nel mar Mediterraneo sono presenti le specie C. braueri e C. microdon.
Sono pesci abissali o meglio batipelagici che compiono ampie migrazioni portandosi in superficie la notte e stazionando a migliaia di metri di profondità nelle ore diurne.

## Biologia
Formano popolazioni estremamente numerose tanto da formare, nonostante la taglia minuta dei singoli individui, una parte non trascurabile della biomassa totale degli oceani.

## Specie
Al genere appartengono 13 specie:
- Cyclothone acclinidens
- Cyclothone alba
- Cyclothone atraria
- Cyclothone braueri
- Cyclothone kobayashii
- Cyclothone livida
- Cyclothone microdon
- Cyclothone obscura
- Cyclothone pallida
- Cyclothone parapallida
- Cyclothone pseudopallida
- Cyclothone pygmaea
- Cyclothone signata